# 郎位增三
后髮座4，又名BD+26 2316，HD 105981、SAO 82178、HR 4640，是后髮座的一颗恒星，视星等为5.66，位于銀經218.78，銀緯81.06，其B1900.0坐标为赤經12h 6m 46.7s，赤緯+26° 81.06′ 39″。